# 新行市佳
新行 市佳（しんぎょう いちか、1992年11月9日 - ）は、ニッポン放送CPアナウンス室所属のアナウンサー。愛称は、いっちー。

## 来歴
東京都品川区生まれ。4歳位迄北品川周辺にて過ごし、5歳の小学校に上がる前に秋田県に転居。秋田大学教育文化学部附属中学校、秋田県立秋田高等学校卒業。高校2年時、秋田高校の学校行事である第2回「知の探究コンテスト」にて新行が在籍したチームが優秀賞を受賞し、その時に担任教諭からアナウンサーに向いている旨を言われ、アナウンサーを目指す様になる。
日本女子大学人間社会学部現代社会学科に進学し、放送研究会アナウンス部ではアナウンス部長を務めており、DJライセンス1級、キャンパスDJコンテスト優良賞（3位）を受賞。また、アナウンススクールとして、テレビ朝日アスクに通っていた。
2015年3月、同大学卒業後の同年4月、アナウンサーとしてニッポン放送の子会社であるエル・ファクトリー（現ミックスゾーン）に入社、出向扱いでニッポン放送に所属。2018年4月より、ニッポン放送コンテンツプランニング局アナウンス室入室。2015年5月3日、「ニッポン放送 THEラジオパーク in 日比谷」の最終ステージ「あのパーソナリティがやってくる! ニッポン放送 ラジオパーク歌声喫茶」のトークコーナーにて、リスナーへ御披露目。その後、同年5月18日、『垣花正 あなたとハッピー!』内の中継リポーターとして初鳴きデビューした。
また、『うつみ宮土理のおしゃべりしましょ』の突然の休止と言う事態で同年7月6日からつなぎ番組であるが、自身初の冠番組を担当する事となった。
入社初年度からパラスポーツの情報番組を担当して来た為、以後継続的にパラスポーツ競技大会や選手への取材活動を行っており、不定期でWeb連載記事として配信している。その背景もある事から、2016年リオデジャネイロパラリンピック、2018年平昌パラリンピックの現地リポーターを担当して来ており、過去の取材の集大成でもある2020年東京パラリンピックも同局から2020年東京オリンピックへジャパンコンソーシアムのラジオ実況に派遣されていた、同局報道スポーツコンテンツセンターのアナウンサーである洗川雄司と共に同局リポーターとして縦断的に出演してリポートを行なった。
2018年4月より、ニッポン放送コンテンツプランニング局アナウンス室入室となる。
また、プライベートでは、2022年8月8日共通の知人の紹介で知り合った3歳年上の会社員の一般男性と婚姻したことを、『OK! Cozy up!』のオープニングトークとそれに合わせた同社系列資本の新聞社記事にて発表した。

## 人物
- 小学生時代から音楽に勤しみ、小学校1年時の1998年から、エレクトーンを習得し始め[1]、ヤマハ音楽振興会主催のヤマハエレクトーンコンクールにて、セミプロとして、2006仙台エリアオーディション[15]に出場していた[注 5]。そのため、小学生時代はエレクトーンの練習に明け暮れ、同級生との会話に付いて行くためにラジオの音楽番組を視聴するようになった。また、中学時代は吹奏楽部でコントラバスも担当しており、進路では音大進学を目論んでいたが、結果的に音大進学を断念することとなった[5]。
- 特撮映画や仮面ライダーシリーズを好みとしており、キッカケは4歳時、新行と新行の伯父がアニメビデオをレンタルするため、レンタルビデオショップに行った際、メタルヒーローシリーズの『重甲ビーファイター』（テレビ朝日）のビデオジャケットにクギ付けとなった新行を見て、元来特撮好きだった伯父が後楽園ゆうえんちのヒーローショーに連れて行ったり、特撮ヒーローのなりきり玩具を買い与えられ、特撮、ヒーローシリーズの英才教育を施されており、4歳の誕生日に買い与えられた『ビーファイターカブト』（テレビ朝日）のインプットカードガンを現在でも大切に所持している[16]。
また、そのスーパー戦隊シリーズが放送されていたテレビ朝日傘下のアナウンススクールに通っていた事もあり、就職活動で同局のアナウンス職を受験したが、面接の場でスーパー戦隊シリーズの熱い思いを伝え過ぎて不採用にされたが、後年系列局所属では無いが同シリーズの2021年の最新作である『機界戦隊ゼンカイジャー』に出演を果たしている[17]。
その英才教育の影響もあり、小学2年生時に、テレビ放送されていた映画『ゴジラvsモスラ』を偶々視聴し、単純にゴジラやモスラに対して「カッコいい、可愛い」という感情を持ったことである。その後、大学卒業時に卒論テーマをゴジラにしたと紹介している[18]。また、アニメも好きなため、自身のスマートフォンに『ジョジョの奇妙な冒険 黄金の風』の主人公である、ジョルノ・ジョバァーナのストラップを装着していた。そのため、『OK! Cozy up!』の番組取材で、東レ パン・パシフィック・オープン・テニストーナメント準決勝の試合後に大坂なおみの共同取材時の質問時、大坂本人から逆質問を受け、会見後スポーツ紙の記者に囲まれたことがある[19][20][21][22]。
ニュースキャスターとして『土田晃之 日曜のへそ』で共演した土田晃之から「ライダーのソフビを持って来て、全部俺の方に向けて何体も並べて、それに一切触れずに普通にニュースを読んで、終わったらそれを持って出ていく」と、「ガチ中のガチ」だということを明かされている[23]。
- 特撮ヒーローを通し、役者の筋肉美に憧れを持っており、筋肉フェチとして筋肉には目が無いとしている[24]。『垣花正 あなたとハッピー!』番組内のニュースリーダーで、同局報道部のニュースデスクである渡辺一宏の趣味であるボディビルディングを大会会場で応援して筋肉美を体感しており[25]、健康運動指導士の入口の資格である筋肉検定を渡辺と揃って受験し合格した[26]。但し、前述の婚姻時、夫は普通体型で婚姻以前から「彼氏が出来たらジムに通わせる」と公言していたが、婚姻発表当日の『垣花正 ハッピー!』の生放送中にスタジオに呼ばれ、体重計はプレゼントしたが特段ジムへ通う事を求めていないと明かしている[27]。
- 同局が中継等で関わっている東京マラソンで、新行も東京マラソン2019に一般参加の部で出場し[28]、5時間48分46秒のタイムで完走した[29][30]。

## 出演番組

### 現在

#### ラジオ
- 飯田浩司のOK! Cozy up! - 2018年4月2日 - 2025年3月31日（月曜〜金曜）、2025年4月1日 - (月曜〜木曜)
- ニッポンチャレンジドアスリート（ナビゲーター） - 2024年9月30日 -
- 藤井貴彦 Saturday Night Buzz（パートナー） - 2024年11月9日 - 2025年3月29日
- 以下提供ナレーション
  - オールナイトニッポンGOLD
  - オールナイトニッポン0(ZERO)
  - 鈴木おさむ 月曜日の社長

#### インターネット動画配信
- 飯田浩司のOK! Cozy up! 新行市佳の週末増刊号（パーソナリティ）※ニッポン放送 PODCAST STATION、番組公式Youtubeチャンネル - 2020年8月22日 -

### 過去

#### ラジオ
- 新行市佳の新ネタ 一番ノリ![1]（パーソナリティ） - 2015年7月6日 - 9月21日
- ザ・ボイス そこまで言うか!※飯田浩司夏季休暇及び出張取材、病欠時の代理パーソナリティ - 2016年2月23日、2017年3月7日、7月3日、2018年2月12日・14日
- あなたにハッピー・メロディ（パーソナリティ） - 2016年10月3日 - 2018年3月30日 ※NRN系列局への裏送り番組
- 車いすバスケットボール スピリッツ※パーソナリティ - 2015年9月16日 - 2016年3月26日
- 横浜トヨペット presents ニッポン放送×FMヨコハマ DISCOVER YOKOHAMA（パーソナリティ） - 2016年、2017年、2018年1月
- ミュージック・パーティー（パーソナリティ） - 2016年4月4日 - 2019年10月3日
- JIKARO presents マッスルRADIO（パーソナリティ） - 2019年4月7日 - 10月27日
- 新行市佳のいってらっしゃい（パーソナリティ） - 2020年2月7日 - 4月4日
- 鈴木亮平 Going Up（サブパーソナリティ） - 2016年10月1日 - 2021年9月25日
- SDGs MAGAZINE - 2020年7月23日、8月13日（パーソナリティ）、2021年9月25日（アシスタント）
- 垣花正 あなたとハッピー! （月 - 木曜担当）※商店街リポーター - 2015年9月28日 - 2018年3月30日
- 高嶋ひでたけのあさラジ!（箱崎みどり休暇時の代理アシスタント） - 2015年9月16日
- オールナイトニッポン MUSIC10（斉藤由貴休暇時の代理パーソナリティ） - 2017年11月2日
- &SAKE 二十歳からの日本酒（アシスタント）※2016年度のSPECIAL BOX枠 - 2017年1月15日
- 有楽町コネクテッド・ラボ - 2018年12月2日、2019年2月3日（アシスタント）、3月31日(進行ナレーション)
- 高橋ヒロムRadio2020〜初夢魅せてやんよスペシャル〜（アシスタント） - 2019年1月3日
- ニッポンチャレンジドアスリート〜未来へ〜（パーソナリティ） - 2018年5月4日
- ニッポンチャレンジドアスリート アナザーストーリーへ（アシスタント） - 2020年3月31日
- 須田慎一郎のスクープ ニュース オンライン（アシスタント） - 2021年3月7日 - 28日
- 今井翼とめぐるGOYAの世界（アシスタント） - 2021年3月28日
- ラジオ・チャリティ・ミュージックソン 2017年、2018年（「コクーンシティ」特設会場アシスタント）、2019年（リポーター）、 2020年、2021年12月24日 - 25日（番組アシスタント）
- Close Up Music（パーソナリティ）※NRN系列局への裏送り番組 - 2018年10月1日 - 2019年3月22日
- 上柳昌彦 あさぼらけ - 2024年2月1日・2日 ※上柳昌彦病欠時の代理パーソナリティ
- 以下定時ニュース、天気予報、交通情報担当
  - 三宅裕司のサンデーヒットパラダイス（ニュース）
  - 土田晃之 日曜のへそ（ニュース・天気予報・交通情報担当）
  - 戸田恵子 オトナクオリティ（ニュース・天気予報・交通情報担当）
  - 笑福亭鶴瓶 日曜日のそれ（ニュース・天気予報・交通情報担当）[注 6]
  - 小島奈津子のおかえりなさい（提供ナレーション） - 2016年度
- 須田慎一郎のニュースアウトサイダー（トークゲスト） - 2019年1月5、12日
- 防災特別番組
  - ラジオで安心 みんなの防災 2018（アシスタント） - 2018年9月1日
- 報道スペシャル 日本初上陸!IRってナニ?（アシスタント） - 2019年12月31日
- ニッポン放送ホリデースペシャル
  - 池上彰・増田ユリヤ解説!アメリカのツボ!（アシスタント） - 2016年8月11日
  - ニッポンチャレンジドアスリート〜未来へ〜（アシスタント） - 2018年5月4日
- ニッポン放送イヤーエンドスペシャル
  - grapeアワード〜心に響くエッセイ〜[31][32][33]（パーソナリティ） - 2017年12月30日、2018年12月30日
- ニッポン放送ニューイヤースペシャル
  - 松田丈志 Starting Over2019[33]（アシスタント） - 2019年1月1日
- ニッポン放送新春スペシャル
  - スポーツイヤー START UP 2020（パーソナリティ） - 2020年1月1日
- 襲来!ゴジラジオ（NHKラジオ第一）※NHK大阪放送局制作 - 2019年6月2日
- 『シン・仮面ライダーのオールナイトニッポンGOLD』 - 2023年4月14日

#### テレビドラマ
- 機界戦隊ゼンカイジャー 第3話・42話（2021年3月21日、2022年1月9日、テレビ朝日） - アナウンサー 役

#### テレビ番組
- アメトーーク! 「仮面ライダー芸人」（2025年8月14日、テレビ朝日）[34][35]

### CM
- 司法書士法人イストワール
- 細田工務店
- 松堀不動産
- サッポロ一番みそラーメン
- 箱根 彫刻の森美術館
- Pairs(ペアーズ)※恋愛・婚活マッチングアプリ
- パズルメイト（雑誌）
- オリオンツアー
- 築地銀だこ
- JX金属
- 京成スカイライナー
- Witch's Pouch
- 第32回建国記念の日を祝う千葉県民の集い
- 三菱電機
- ミクチャ
- K'sRing
- 大國魂神社
- Slow LIVE'20 in 日比谷野音
- マルハニチロ
- 浜名湖自動車学校
- 新日本建設
- 昭和産業
- 焼肉の和民
- 佐藤製薬

## 連載
- モノ・マガジン（ワールドフォトプレス）
  - 新行市佳のイチから特撮！（2024年10月 - 2025年4月）※web[36]
  - 新行市佳の特撮放送局（2025年5月 - ）※誌面・web同日公開[37]